# Grand Theft Auto (film)
Grand Theft Auto – amerykańska komedia kryminalna akcji w reżyserii Rona Howarda wydana 16 czerwca 1977 roku.
Film zarobił 15 mln dolarów amerykańskich, w tym 2,5 mln w Stanach Zjednoczonych.

## Fabuła
Paula Powers (Nancy Morgan), nastoletnia córka Bigby'ego Powersa (Barry Cahill) – bogatego kandydata na gubernatora – ucieka wraz ze swoim chłopakiem Samem Freemanem (Ron Howard) do Las Vegas skradzionym Rolls Roycem, by poślubić ukochanego. Za parą kochanków rozpoczyna się pościg. Wszyscy chcą zdobyć nagrodę w wysokości 25 000 dolarów amerykańskich wyznaczoną za złapanie pary. W pościgu uczestniczą radiowozy policyjne oraz helikoptery. W filmie zawarto ogromną liczbę wypadków samochodowych i wybuchów.

## Obsada
- Peter Isacksen – Sparky
- Don Steele – Brown
- Nancy Morgan – Paula Powers
- Barry Cahill – Bigby Powers
- Ron Howard – Sam Freeman
- Rance Howard – Ned Slinker
- Marion Ross – Vivian Hedgeworth
- Clint Howard – Ace
- Hoke Howell – Preacher
- Paul Linke – Collins Hedgeworth[5]

## Odbiór
Film otrzymał negatywne oceny od krytyków. Serwis Rotten Tomatoes przyznał mu wynik 23%.